# Liste der Biografien/Esn
Liste der Biografien |
Portal Biografien |
Personensuche
# |
A |
B |
C |
D |
E |
F |
G |
H |
I |
J |
K |
L |
M |
N |
O |
P |
Q |
R |
S |
T |
U |
V |
W |
X |
Y |
Z |
?
 
Ea |
Eb |
Ec |
Ed |
Ee |
Ef |
Eg |
Eh |
Ei |
Ej |
Ek |
El |
Em |
En |
Eo |
Ep |
Eq |
Er |
Es |
Et |
Eu |
Ev |
Ew |
Ex |
Ey |
Ez
 
Esa |
Esb |
Esc |
Esd |
Ese |
Esf |
Esg |
Esh |
Esi |
Esk |
Esl |
Esm |
Esn |
Eso |
Esp |
Esq |
Esr |
Ess |
Est |
Esu |
Esw |
Esz
Die Liste der Biografien führt alle Personen auf, die in der deutschsprachigen Wikipedia einen Artikel haben. Dieses ist eine Teilliste mit 10 Einträgen von Personen, deren Namen mit den Buchstaben „Esn“ beginnt.

## Esn

### Esna
- Esnáider, Juan (* 1973), argentinischer Fußballspieler
- Esnal, José Manuel (* 1950), spanischer Fußballtrainer
- Esnaola, Juan Pedro (1808–1878), argentinischer Komponist
- Esnaola, Mariana, argentinische Handballspielerin
- Esnault, Gaston (1874–1971), französischer Romanist und Keltologe
- Esnault, Hélène (* 1953), französische MathematikerinHélène Esnault (* 1953)

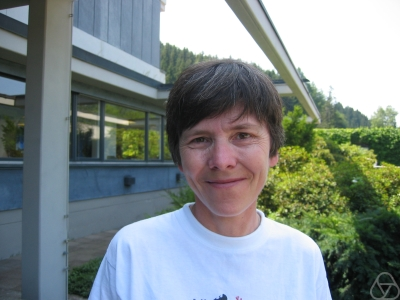
Hélène Esnault (* 1953)

- Esnault, Patrice (* 1961), französischer Radrennfahrer
- Esnault-Pelterie, Robert (1881–1957), französischer Luftfahrt- und Raketenpionier

### Esne
- Esne, Bischof von Hereford
- Esneault, Whitey (1891–1968), US-amerikanischer Boxtrainer und -manager